# Klaus Middendorf
Klaus Middendorf (* 28. Juni 1944 in Iserlohn; † 17. Februar 2017) war ein deutscher Literaturagent und Schriftsteller.

## Leben
Klaus Middendorf absolvierte nach einer Lehre zum Industriekaufmann eine weitere Ausbildung zum Buchhändler. 1986 gründete er die "Literaturbetreuung Klaus Middendorf", eine Literaturagentur mit Lektoratsservice, die hauptsächlich deutschsprachige Belletristik-Autoren betreut. Middendorf lebte im schwäbischen Ort Graben.
Neben seiner Tätigkeit als Literaturagent war Klaus Middendorf Verfasser von Romanen, Theaterstücken und Hörspielen. Er war Mitglied des Verbandes Deutscher Schriftsteller und des Verbandes der Freien Lektorinnen und Lektoren.

## Werke
- Wer ist Patrick? oder: Das Tagebuch, Roman, Suhrkamp Verlag, Frankfurt am Main 1992. ISBN 3-518-11701-7
- Big Dablju, Roman, Suhrkamp Verlag, Frankfurt am Main 1998. ISBN 3-518-39343-X
- Nichtschwimmer in 14 Tagen. Roman einer Rockoper aus besseren Tagen, Avinus Verlag, Berlin 2004. ISBN 3-930064-23-5
- Celtic Connexion, Roman, Jesbin Verlag, Oldenburg 2010. ISBN 978-3-939276-02-9

## Kritik
- Karsten Kruschel: "Wie immer schreibt Middendorf eine Science Fiction der anderen Art, er schrammt an dem entlang, was Science Fiction genannt wird, und raspelt Späne herunter, aus denen er eine verwirrende und lustige, tieftraurige und mehrbödige Romanspieluhr konstruiert." (vgl.: Das Science Fiction Jahr 2011, herausgegeben von Sascha Mamczak, Sebastian Pirling und Wolfgang Jeschke, Wilhelm Heyne Verlag, München 2011, S. 1066. ISBN 978-3-453-53379-0; auch Text online)